# Liste der Universitäten und Hochschulen in Norwegen
Dies ist eine Liste der Universitäten und Hochschulen in Norwegen. Es gibt in Norwegen zehn Universitäten (sortiert nach Gründungsdatum), sechs staatliche wissenschaftliche Hochschulen (+ drei private Hochschulen) sowie sieben weitere staatliche und sechs private Hochschulen. Insgesamt studieren etwa 300.000 Studenten in Norwegen.
Die wissenschaftlichen und künstlerischen Hochschulen entsprechen spezialisierten Universitäten, da sie – wie die Universitäten – Lehre und Forschung betreiben und volle Universitätsabschlüsse in den jeweiligen Fächern anbieten.

## Staatliche Universitäten
| Universität                                                 | Gründungsjahr                                          | Studentenzahl | Angestellte |
| ----------------------------------------------------------- | ------------------------------------------------------ | ------------- | ----------- |
| Universität Oslo                                            | 1811                                                   | 30.345        | 4.600       |
| Universität Bergen                                          | 1946                                                   | 18.500        | 3.000       |
| Universität Tromsø – die „nördlichste Universität der Welt“ | 1972                                                   | 15.500        | 2.500       |
| Technisch-Naturwissenschaftliche Universität Norwegens      | 1996 (aus der Fusion mehrerer technischer Hochschulen) | 42.031        | 3.500       |
| Universität für Umwelt- und Biowissenschaften               | 2005 (zuvor Agrarwirtschaftshochschule)                | 5.200         | 870         |
| Universität Stavanger                                       | 2005 (zuvor Hochschule Stavanger)                      | 10.700        | 910         |
| Universität Agder                                           | 2007 (zuvor Hochschule Agder)                          | 11.000        | 800         |
| OsloMet                                                     | 2011 (zuvor Hochschule Oslo und Akershus)              | 20.000        | 2.100       |
| Nord Universität                                            | 2016 (Zusammenschluss verschiedener Hochschulen)       | 12.000        | 1.200       |
| Universität Südost-Norwegen                                 | 2018 (zuvor Hochschule Südost-Norwegen)                | 18.000        | 1.360       |

gegliedert nach Gründungsjahr

## Staatliche wissenschaftliche Hochschulen
| staatliche wissenschaftliche Hochschule    | Gründungsjahr | Studentenzahl | Angestellte   |
| ------------------------------------------ | ------------- | ------------- | ------------- |
| Architektur- und Designhochschule Oslo AHO | 1945          | 618           | 218           |
| Hochschule Molde HiMolde                   | 1994          | 2.400         | 170           |
| Kunsthochschule Oslo KHiO                  | 1996          | keine Angaben | keine Angaben |
| Norwegische Handelshochschule Bergen NHH   | 1936          | 2.800         | 300           |
| Norwegische Musikhochschule Oslo NMH       | 1973          | 500           | keine Angaben |
| Norwegische Sporthochschule Oslo NIH       | 1870          | 1446          | 216           |

alphabetisch gegliedert

## Private wissenschaftliche Hochschulen
| Private wissenschaftliche Hochschule | Gründungsjahr | Studentenzahl | Angestellte |
| ------------------------------------ | ------------- | ------------- | ----------- |
| Handelshøyskolen BI BI               | 1943          | 20.049        | 797         |
| MF vitenskapelig høyskole MF         | 1907          | 1300          | 120         |
| VID vitenskapelige høgskole VID      | 2016          | 5590          | 560         |

## Sonstige staatliche Hochschulen
- Norwegische Polizeihochschule
- Samische Hochschule
- Hochschule Innlandet
- Hochschule Westnorwegen
- Hochschule Volda
- Hochschule Østfold
- Forsvarets høgskole

## Sonstige private Hochschulen
- Lovisenberg diakonale Hochschule
- NLA Hochschule
- Hochschule Kristiania
- Fjellhaug internationale Hochschule
- Königin-Maud-Hochschule
- Ansgar Hochschule